# Tipula (Hesperotipula) fragmentata
Tipula (Hesperotipula) fragmentata is een tweevleugelige uit de familie langpootmuggen (Tipulidae). De soort komt voor in het Nearctisch gebied.